# Joan Ginebra Torra
Joan B. Ginebra Torra (Sant Hipòlit de Voltregà, Osona, 1930 - Ciutat de Mèxic, 2018) fou un enginyer, economista i professor d'economia.

## Biografia
Joan B. Ginebra va néixer a Sant Hipòlit de Voltregà (Osona), el 26 de desembre de 1930. Va cursar estudis al Col·legi de Segon Ensenyament de Sant Miquel dels Sants, de Vic. Graduat en enginyeria industrial per l'Escola Tècnica Superior d'Enginyeria Industrial de Barcelona, va començar la seva activitat professional a l'empresa privada de caràcter industrial i de serveis. El 1960 es va graduar en Alta Direcció d'Empreses a l'Institut d'Estudis Superiors de l'Empresa (IESE) on un cop acabats els estudis es va incorporar com a professor, centrant-se en els àmbits de l'economia aplicada al mon de l'empresa i especialment en l'àrea de promoció i previsió comercials, política de preus, investigació i penetració de mercats i estratègies comercials de les empreses enfront als corrents econòmics integracionistes. El 1961 va entrar al consell de direcció de l'IESE, i durant 1962 i 1963 va dirigir un programa de reunions internacionals del mateix centre en el marc de la Convenció Internacional de Brussel·les de l'Associació Europea de Centres de Perfeccionament en la Direcció d'Empreses.
És nomenat Director General d'Expansió Comercial per decret del Consell de Ministres el maig de 1963, essent Ministre de Comerç Alberto Ullastres Calvo. Pel decret 1939/1966 de 18 de juliol se li concedeix la Gran Creu de la Orde del Mèrit Civil. Per ordre ministerial de 9 de març de 1967 és nomenat president adjunt de la Comisión de Indústrias Manufactureras Varias y Artesania, del Plan de Desarrollo Económico y Social. Pel decret 2051/1967 d'agost de 1967 cessa en el càrrec de Director General de Expansión Comercial.
Des de 1967 fins 1970, fou director general de l'IESE (Institut d'Estudis Superiors de l'Empresa, Universitat de Navarra), i després va continuar exercint-hi de professor, tasca que va compaginar amb la tasca d'assessoria a empreses i la participació en consells de direcció. Va ser un temps president d'Empresa Nacional Hidroeléctrica Ribagorzana (ENHER) a partir de l'octubre de 1968. En els primers anys de democràcia participà en iniciatives polítiques de l'àmbit del catalanisme conservador.
El 1981 es traslladà a Ciutat de Mèxic on es va integrar com a professor a IPADE (Instituto Panamericano de Alta Dirección de Empresa, de la Universidad Panamericana). Va morir el 30 de desembre de 2018 a Ciutat de Mèxic. Com a autor, tot i que el Virtual International Authority File recull diferents variants segons els països, l'encapçalament acceptat pel Catàleg d'Autoritats de Noms i Títols de Catalunya (CANTIC) és Ginebra, Joan, 1930-.

## Obres publicades
- La Maduración de los mercados y la estrategia comercial en los negocios / Juan Ginebra Torra (1976) (https://ccuc.csuc.cat/record=b1266606~S23*cat Arxivat 2020-01-01 a Wayback Machine.)
- Dirección por servicio: la otra calidad / Joan Ginebra, Rafael Arana de la Garza (1991) (https://ccuc.csuc.cat/record=b1124534~S23*cat Arxivat 2020-01-01 a Wayback Machine.)
- El liderazgo y la acción, mitos y realidades / Joan Ginebra. (1994) (http://innopac.unav.es/record=b1597107~S1*spi)
- La Trampa global : neoliberalismo, neocapitalismo, neocolonialismo / Joan Ginebra (1997) (https://ccuc.csuc.cat/record=b6405555~S23*cat Arxivat 2020-01-01 a Wayback Machine.)
- La iniciativa emprendedora : algunas aplicaciones prácticas / José Luis Lucas Tomás, Joan Ginebra Torra, Manuel González-Toruño Conejo (editores) (2002) (http://innopac.unav.es/record=b2900532~S1*spi)